# Nahuel Fioretto
Nahuel Darío Fioretto (* 25. Januar 1981 in San Martín) ist ein ehemaliger argentinischer Fußballspieler mit italienischem Pass. Er stand in der Saison 2010/11 im Aufgebot des deutschen Drittligisten SpVgg Unterhaching.

## Karriere
Der Mittelfeldspieler begann seine Karriere beim argentinischen Verein Boca Juniors aus Buenos Aires und spielte danach für einige weitere argentinische Vereine, ehe er 2008 nach Bolivien zum Club Bolívar wechselte. Anschließend war Fioretto auch in Venezuela aktiv, wo er für Deportivo Táchira FC spielte.
Zur Saison 2010/11 wechselte er erstmals in seiner Laufbahn nach Europa, zum deutschen Drittligisten SpVgg Unterhaching, wo mit Leandro Grech bereits ein weiterer Argentinier unter Vertrag stand. Sein Pflichtspieldebüt für die Hachinger gab Fioretto am 1. Spieltag, als er gegen den SV Wehen Wiesbaden in der Startelf stand; seine einzige Torbeteiligung hatte er am 10. Spieltag, als er beim 3:1-Auswärtssieg beim Wacker Burghausen das 1:0 durch Mijo Tunjic vorbereitete.
Nachdem er – auch verletzungsbedingt – in der Hinrunde nur zu drei Einsätzen in der 3. Liga gekommen war, verließ Fioretto in der Winterpause die SpVgg wieder und wechselte zurück in sein Heimatland, zum Zweitligisten Unión de Santa Fe. Dort kam er in der Rückrunde zu siebzehn Einsätzen, in denen er ein Tor erzielte. Jedoch war er meist nur Einwechselspieler. 2011 wechselte er zum Ligakonkurrenten CA Boca Unidos. Dort wurde er wieder Stammspieler. Anfang 2013 schloss er sich Defensores de Belgrano in der dritten argentinischen Liga an. Am Ende der Saison 2013 stieg er mit seiner Mannschaft ab, schaffte aber den sofortigen Wiederaufstieg. Anfang 2016 wechselte er zu CD Cobreloa nach Peru, konnte sich dort aber nicht durchsetzen. Er kehrte nach einem halben Jahr in sein Heimatland zurück, wo er nach weiteren Stationen in der dritten und vierten Liga seine Karriere im Jahr 2018 beendete.